# Lord (zespół muzyczny)
Lord – węgierska grupa muzyczna założona w 1972 roku przez Ferenca Vidę w Szombathely. Pierwszy album grupy, Big City Lights, został wydany w 1985 roku w Austrii. W późnych latach 80. członek grupy, Mihály Pohl, zyskał dużą popularność wśród fanów węgierskiego rocka. W tym okresie wydano trzy albumy grupy: Szemedben a csillagok, Ragadozók oraz Lord 3.
Lata 90. dla zespołu charakteryzowały się częstymi zmianami składu i ograniczonymi możliwościami grupy. 30 kwietnia 2000 roku grupa udzieliła koncertu, w którym wzięli udział Attila Erős, Attila Gidófalvy, Lajos Gyurik, Mihály Pohl oraz Ferenc Vida. W tym składzie nagrano album Lord 2002.
W 2005 roku Vida z powodu konfliktów osobistych ze współzałożycielami grupy odszedł z niej. Grupa jest wciąż aktywna: udziela koncertów, nagrywa albumy. Ostatni ich album, Örökké, został wydany 1 kwietnia 2010 roku.

## Historia
Grupa Lord została założona w 1972 roku w Szombathely. Początkowo działała pod nazwą Red Fire, a grali w niej László Papp, Ferenc Vida, Ernő Sipőcz i István Sütő. Zespół wkrótce potem zmienił nazwę na Lord, wywodzącą się od marki papierosów. Na początku 1974 roku z gurpy odeszli Pappp i Sütő. W ich miejsce przyszli Károly Nádas i Gyula Szántai. Zespół na początku wykonywał hardrockowe covery takich wykonawców jak Deep Purple, Nazareth, później także Sweet, Slade czy Led Zeppelin. W 1978 roku Lord nagrał pierwszą własną piosenkę pt. „Rakétamotor”.
W 1980 roku zespół wziął udział w ogólnowęgierskim konkursie talentów w budapeszteńskim Metró Klub. Próby i koncerty powodowały, że członkowie zespołu mieli bardzo mało czasu, ponieważ musieli godzić grę w zespole z pracą i życiem osobistym. Być może z tego powodu jeszcze w 1980 roku Gyula Szántai opuścił zespół. Zastąpił go Attila Erős, który często grał charakterystyczne solówki gitarowe. Wkrótce później do grupy dołączył grający na organach József Török.
W 1981 roku Ernő Sipőcz poczuł się zmęczony i stwierdził, że nie jest w stanie kontynuować śpiewu i gry dla Lord, toteż opuścił zespół. Przejściowo wokalistą został Attila Erős. Wreszcie do zespołu w charakterze wokalisty dołączył Mihály Pohl.
Jasny, wyraźny głos Pohla zachęcił muzyków do nie tylko coverowania hitów, ale i tworzenia nowych piosenek. Większość tekstów dla zespołu pisał pisarz, nauczyciel, poeta i autor tekstów József Balogh. W 1982 roku w szombathelyeńskim Domu Kultury i Sportu świętowano dziesięciolecie zespołu, a w ratuszu Ferenc Vida otrzymał wyróżnienie.
Zespół postanowił przenieść się do stolicy. Jednakże jego szeregi opuścili w 1984 roku Török i Nádas. Sytuacja zespołu wydawała się beznadziejna. W dodatku mimo 12 lat działalności Lord nie zdołał wydać albumu. Mimo to zespół nie rozpadł się, doszło wręcz do polepszenia relacji. Do Lord przyszli Gábor Mészáros oraz László Hollósi, którego jazz rock był znany już w komitacie Vas.
Grupa przyciągnęła uwagę Austriaka Gerharda Sulyoka, który najął zespołowi studio. W ciągu tygodnia nagrano album Big City Lights, którego początkowy nakład wynosił około 300 egzemplarzy. Jednakże austriacki inżynier dźwięku Joe Schneider stwierdził, że album ma potencjał i może odnieść na Zachodzie sukces. W tym samym roku z okazji trzynastolecia zespołu Gábor Kozma napisał broszurę Lord rock sztori („Rockowa historia Lord”).
W 1986 w programie Pulzus nadawanym w Magyar Televízió pojawiła się piosenka Lord, „Zaklatott fények”. Grupa zaczęła zdobywać na Węgrzech popularność. W tym samym roku wydano pierwszy singel, Akarom őt! / Tépett álom (Csakis a lényeg). W radiu częstokrotnie pojawiała się piosenka „Tépett álom”, a Lord stanowił support przed koncertem Roda Stewarta na stadionie MTK Budapeszt. Zaczęły tworzyć się fankluby zespołu, a węgierska telewizja transmitowała na żywo koncert grupy z Sopron.
W 1987 roku Gábor Mészáros opuścił zespół, a jego miejsce zajął Attila Gidófalvy, który wcześniej grał w takich zespołach jak Beatrice, Karthago czy Fáraó.
W styczniu 1988 roku zespół na własny koszt wynajął austriackie studio Oberschützenben a Sica Sound Studio, w którym nagrał płytę Szemedben a csillagok. Album ten, wydany przez Hungaroton, sprzedał się w 65000 egzemplarzy. Do piosenki „Fázom a szélben” nagrano teledysk, który często pojawiał się w telewizji. Lord pojawił się na Festiwalu Piosenki Interpop w Siófok z utworem „Róka és a holló”, który później wydano jako singel.
W 1989 roku z zespołem pożegnał się László Hollósi, a zastąpił go Lajos Gyurik. Wkrótce potem zespół ponownie wynajął studio i nagrał kolejny album, Ragadozók. Znalazła się na nim także stara piosenka pt. „Kisfiú” w nowym wykonaniu. Chociaż studio znajdowało się w Austrii, materiał ponownie wydał Hungaroton. Jeszcze w 1989 roku zespół nagrał anglojęzyczne EP pt. Be The Light.
W 1990 roku pojawił się nowy album, Lord 3. Do dwóch piosenek, „Egyedül” oraz „Unique”, nagrano teledyski. Koncert promujący nowy album został nieco opóźniony, ponieważ z zespołu odeszli Attila Gidófalvy i Lajos Gyurik; po wydaniu albumu odszedł także Ferenc Vida. Zastąpili ich kolejno Zoltán Németh, János Paksi oraz Gyula Harangozó.
W 1991 roku pojawił się nowy album, Az utca kövén.
W 1993 roku nastąpiła kolejna ważna zmiana w zespole. Po wielu latach członkostwa w Lord i bycia osobowością w grupie opuścił ją Attila Erős. Zastąpił go Imre Baán. Także w 1993 roku z grupy odszedł Zoltán Németh, którego zastąpił Tamás Keszei.
Wkrótce później pojawił się sponsor, który sfinansował tourneé zespołu i zawarł z grupą umowę, w myśl której do końca roku ta nagra nowy album. Wskutek tego płyta Olcsó és ügyes została nagrana niemal „w biegu”: 50 minut materiału nagrano w zaledwie 80 godzin pracy w LMS Stúdió. Album pojawił się przez Bożym Narodzeniem. Wydała je wytwórnia LMS Records, którą założył Ferenc Vida.
W 1994 roku LMS Records wydało Big City Lights na CD. Rok później ta sama wytwórnia wydała kompilację piosenek wczesnego Lord (1972–1982) pt. Fehér galamb. Niewielka liczba egzemplarzy szybko się sprzedała. Piosenki zostały na nowo zaśpiewane, w czym brali udział między innymi Ernő Sipőcz i Gyula Szántai.
W 1996 roku odszedł grający w Lord zaledwie trzy lata Ervin Bujtás. Zastąpił go László Koós, którego już w 1997 roku zastąpił Gábor Weinelt. W sierpniu 1999 roku zespół dał swój ostatni koncert w składzie: Pohl, Baán, Paksi i Keszei. Po tym koncercie grupa rozpadła się.
Jeszcze w 1999 roku poczyniono starania mające na celu reaktywację Lord. 30 kwietnia 2000 roku na scenie ponownie razem wystąpili Gidófalvy, Gyurik, Pohl i Vida. W tym okresie Hungaroton wydawał albumy Lord wznowione na CD: Szemedben a csillagok, Ragadozók czy Lord 3.
Latem 2002 roku zaczęto pracować nad nagraniem nowego albumu. Został on wydany w okolicach Bożego Narodzenia pod nazwą Lord 2002.
12 marca 2004 roku w Wigwam Rock Klub odbyła się gala, na której zespół Lord otrzymał nagrodę za całokształt twórczości. W 2005 roku Gidófalvy gościnnie wziął udział w koncercie Karthago.
Mimo że zespół starał się to ukryć, było powszechnie wiadome, że ma miejsce konflikt między Ferencem Vidą a pozostałymi członkami Lord. Wskutek tego Vida opuścił zespół. Następnie ogłoszono konkurs, którego zwycięzca zostałby nowym basistą zespołu; wzięło w nim udział ponad 50 muzyków, a wygrał go dwudziestotrzyletni Károly Apró. Koncerty udzielone przez grupę jesienią i zimą pokazały, że ta zmiana wyszła zespołowi na dobre, a Apró jest utalentowanym muzykiem. Jednakże Vida miał roszczenia do nazwy Lord, przez co członkowie grupy zmienili jej oficjalną nazwę na Új Lord.
W 2006 roku nagrano album Kifutok a világból. Ostatni album zespołu, Örökké, został wydany 1 kwietnia 2010 roku.

## Skład zespołu

### Pierwszy
- Ferenc Vida: gitara basowa (1972–1990, 2000–2005)
- Ernő Sipőcz: wokal, gitara (1972–1981)
- László Papp: gitara (1972–1974)
- István Sütő: perkusja (1972–1974)

### Obecny
- Mihály Pohl: wokal (1982–)
- Attila Erős: gitara (1980–1993, 2000–)
- Attila Gidófalvy: instrumenty klawiszowe (1987–1990, 2000–)
- Lajos Gyurik: perkusja (1989–1990, 2000–)
- Károly Apró: gitara basowa (2005–)

### Dawni członkowie
- Gyula Szántai: gitara (1974–1980)
- Imre Baán: gitara (1993–1999)
- József Török: instrumenty klawiszowe (1980–1984)
- Gábor Mészáros: instrumenty klawiszowe (1984–1987)
- Zoltán Németh: instrumenty klawiszowe (1990–1993)
- Tamás Keszei: instrumenty klawiszowe (1993–1999)
- Károly Nádas: perkusja (1974–1984)
- László Hollósi: perkusja (1984–1989)
- János Paksi: perkusja (1990–1999)
- Gyula Harangozó: gitara basowa (1990–1993)
- Ervin Bujtás: gitara basowa (1993–1996)
- László Koós: gitara basowa (1996)
- Gábor Weinelt: gitara basowa (1997–1999)

## Dyskografia

### Single
- Akarom őt (1986)
- Holló, róka (1988)

### EP
- Be The Light (1989)

### Albumy studyjne
- Big City Lights (1985)
- Szemedben a csillagok (1988)
- Ragadozók (1989)
- Lord 3 (1990)
- Az utca kövén (1991)
- Olcsó és ügyes (1993)
- Lord 2002 (2002)
- Kifutok a világból (2006)
- Örökké (2010)

### Składanki
- Lord (1990)

### Remake
- Fehér galamb (1995)
- Kőszív (1997)
- Szóljon a Lord (2009)

### Albumy koncertowe
- Live I. (1996)
- Live II. (1998)
- Kifutok a világból (2006)
- Nem állok meg soha (2007)
- Sitke 2008 (2010)